# Vladimir Herzog Prijs
De Vladimir Herzog Prijs is een Braziliaanse prijs voor de journalistiek. De prijs is genoemd naar de journalist Vladimir Herzog en wordt uitgereikt aan de winnaars in onder meer de categorieën foto en kunst, internet, radioraportages, tv-beelden en -documentaires. Het werd op 27 oktober 1979 ingesteld en wordt jaarlijks toegekend door de Vereniging van Beroepsjournalisten van São Paulo aan makers van mediabeelden en -geluiden die zich hebben ingezet voor de rechten van de mens. De prijs bestaat uit een geldbedrag en een trofee.